# Oumar Sangaré
Pour les articles homonymes, voir Sangaré.
Ne doit pas être confondu avec Oumar Sankharé.
Oumar Sangaré, né le 15 mai 1987,, est un coureur cycliste malien.

## Biographie
En 2012, Oumar Sangaré est sacré champion national du Mali. L'année suivante, il termine quinzième et meilleur coureur de son pays sur le Tour du Faso. Il fait cependant l'objet d'un contrôlé positif durant cette édition à la cathinone. Déclassé, il est suspendu par l'UCI pour une durée de deux ans, soit jusqu'au 26 octobre 2015. 
Lors de la saison 2016, il devient champion du Mali pour la seconde fois de sa carrière. Il se distingue également en Côte d'Ivoire en terminant troisième du Tour de l'Est International. Après cette performance, il est reçu par le ministre malien des sports Housseini Amion Guindo pour une cérémonie de réception, tout comme trois coéquipiers,. Début novembre, il se classe quinzième du Tour du Faso
Au printemps 2017, il finit troisième du Tour du Mali, tout en ayant remporté une étape. Il dispute par ailleurs le Tour du Sénégal, où il se classe sixième d'une étape.

## Palmarès
- 2011
  - Critérium de la Paix
- 2012
  -  Champion du Mali sur route (Coupe du Mali)
- 2016
  -  Champion du Mali sur route
  - 3e du Tour de l'Est International
- 2017
  - 3e étape du Tour du Mali
  - Critérium de la Paix[9]
  - 2e du championnat du Mali sur route
  - 3e du Tour du Mali
- 2018
  - Grand Prix Sotelma-Malitel[10]